# Uniwersytet Medyczny w Sofii
Uniwersytet Medyczny w Sofii (bułg. Медицински университет в София) – bułgarska publiczna szkoła wyższa, zlokalizowana w Sofii.
Poprzednikiem uczelni był Wydział Medycyny utworzony w 1917 roku na Uniwersytecie Sofijskim na podstawie decyzji króla Ferdynanda. W 1950 roku Wydział Medycyny został wyłączony ze struktury uniwersytetu i stał się częścią nowo utworzonej Akademii Medycznej. W 1954 roku Akademia została przemianowana na Wyższy Instytut Medyczny, a w 1995 roku w Uniwersytet Medyczny.
W skład uczelni wchodzą następujące jednostki administracyjne:
- Wydział Medycyny
- Wydział Farmacji
- Wydział Zdrowia Publicznego.